# Stolni nogomet
Stolni nogomet (u državama s engleskog govornog područja foosball) je sport čije su osnove čvrsto vezane uz nogomet. Početci ovoga sporta su nejasni, no većina povjesničara se slaže da su se prvi stolovi pojavili osamdesetih i devedesetih 19. stoljeća u Francuskoj ili Njemačkoj.
U Hrvatskoj je trenutno registrirano nekoliko stolnonogometnih klubova: Fest iz Međimurja, SNK Rijeka iz Rijeke, Sten i Zgfoos iz Zagreba, dok ih je još nekoliko u nastajanju. U toku je stvaranje Saveza i organizacija 1. Hrvatske stolnonogometne lige s početkom u sezoni 2008. / 2009.

## Početci
Većina povjesničara nema isto mišljenje niti neoborive dokaze o početku i mjestu nastanka stolnoga nogometa. Prvi izumi datiraju pred više od sto godina. Druga imena za stolni nogomet su izvorni germanizam Fußball, što je i njemački naziv za nogomet, te anglizam foosball, koji se najviše koristi u SAD-u. 

## Igra

### Osnove igre
Igra započinje ubacivanjem lopte kroz rupu na sredini stola ili mnogo jednostavnije, ubacivanjem lopte na sredinu stola što bliže središnjem krugu ili da se odbije od jednog od ruba što bliže središnjoj crti stola. Smisao igre je ubaciti loptu u gol kružno pomičući šipke na kojima su figure igrača okretanjem ručki koje se nalaze izvan rubova stola. U profesionalnim natjecanjima lopta može putovati brzinom od čak 64 km/h. Priroda igre je takva da su potrebni iznimno brzi refleksi i motoričke sposobnosti da se stigne ovladati loptom koja putuje velikom brzinom.
Osnove igre je dodavanje lopte, što je ustvari pomicanje lopte između šipki s igračima do druge šipke koja pripada istom igraču, te pucanje, što je pokušaj pronalaženja rupe u protivničkoj obrani i smještanja lopte u protivnički gol, iza vratara. Pobjednik igre je igrač koji dođe prije do unaprijed određenog broja golova potrebnih za pobjedu, što je najčešće 5 ili 10. Ako je rezultat 4-4 igra se po sistemu tko prije 2 gola razlike, a ako je 9-9, isto se igra tko prije 2 gola razlike ili tko prvi zabije gol na protivničkoj strani.

### Stol
Stolovi variraju u dimenzijama, isto kao i nogometno igralište. Standardna verzija je 120 centimetara dužine i 60 centimetara širine. Na stolu se nalazi osam šipki s igračima. Šipka mora biti napravljena od drva, plastike, metala ili ponekad od karbonskih vlakana. Broj igrača jedne momčadi varira od jednoga do tri. 
Smještaj šipki s igračima je standardan. Gledajući s lijeve na desnu stranu stola, vide se:
| Red 1 | Vaš vratar            | 1 igrač (ponekad 3)  |
| Red 2 | Vaša obrana           | 2 igrača             |
| Red 3 | Protivnički napad     | 3 igrača             |
| Red 4 | Vaš vezni red         | 5 igrača (ponekad 4) |
| Red 5 | Protivnički vezni red | 5 igrača (ponekad 4) |
| Red 6 | Vaš napad             | 3 igrača             |
| Red 7 | Protivnička obrana    | 2 igrača             |
| Red 8 | Protivnički vratar    | 1 igrač (ponekad 3)  |

### Strategija
Strategija varira od jednog do drugog igrača. Jedan igrač tijekom igre ima vrlo tešku zadaću jer je teško kontrolirati sva četiri segmenta igre: vratara, obranu, vezni red i napad. Neki igrači posjeduju iznimnu motoriku i usavršili su obranu na način da je praktički nemoguće da prime gol. Ti igrači kontroliraju vratara i obranu lijevom rukom, a dlanom i laktom kontroliraju vezni red i napad. Iako se ovakav sustav igre smatra poprilično radikalnim, donosi veliku prednost naprednim igračima. Igrači bez takve iznimne motorike koriste lijevi dlan za kontrolu obrane ili vratara, a desnom biraju između veznog reda i napada. Agresivni igrači koriste šipku za napad i vezni red ostavljajući vratara nepokretnog.
Stolni nogomet se može igrati i s četvero igrača, po dva sa svake strane. U ovakvom sustavu igre jedan igrač koristi dvije obrambene šipke, a drugi preostale dvije napadačke. Vježbom je moguće usavršiti postizanje gola iz prekida trikovima kao zmija, pull-shot i front-pin. Pull-shot je smještanje lopte blizu protivničkom golu, a zatim povlačenje šipke prema dolje i ciljanje nebranjenoga dijela gola. Zmija i front-pin uključuju kontroliranje lopte ili odbijanje između igrača iste momčadi. Kada se stvori nebranjeni prostor igrači pucaju prema golu.

## Natjecanje
Stolni nogomet se igra vrlo često kao omiljena zabava u kafićima, školama ili radnim mjestima po pravilima koja su izmišljena od strane igrača, a najčešće se ne slažu sa službenim pravilima. No, stolni nogomet igraju i organiziraju brojne nacionalne organizacije koje igraju pod Međunarodnom federacijom stolnoga nogometa. Amaterska natjecanja u Europi datiraju nedugo poslije II. svjetskoga rata, dok profesionalni stolni nogomet i profesionalna natjecanja postoje tek od 1975., kada Lee Peppard, Amerikanac iz Seattlea osniva turnir s nagradnim fondom od 250.000 USD. Nakon tog turnira koji je polučio izvanredan uspjeh osnivali su se turniri diljem svijeta s višemilijunskim nagradnim fondom. Glavna organizacija stolnoga nogometa je ITSF (eng. International Table Soccer Federation - hrv. Međunarodna federacija stolnoga nogometa), koja organizira sva profesionalna natjecanja, kao i svjetsko prvenstvo.
Bezbrojne mjesne lige postoje diljem svijeta s ogromnim razlikama u kvaliteti i pravilima igre. Glavna razlika je između igraća u kafiću i profesionalaca. U Ujedinjenom Kraljevstvu se igra liga pod istim pravilima, ali na različitim mjestima, koja su ustvari kafići (pubovi). ITSF je organizirao i natjecanje koje je išlo uz bok SP-u u Njemačkoj 2006. Austrija je bila pobjednik, Njemačka druga, a Belgija treća.

## Vrste stolova
Postoji veliki broj različitih vrsta stolova. Pet je glavnih stolova koji se svrstavaju po zemljama koje ih proizvode:
- Francuska - Bonzini
- SAD - Tornado
- Italija - Roberto - Sport
- Njemačka - Tecball
- Belgija - Eurosoccer/Wood

Ostalih sedam velikih proizvođača su Kicker, Garlando, Rosengart, Löwen-Soccer, Warrior, Lehmacher, Leonhart i Smoby. Postoji i 7-metarski stol kojeg je stvorio umjetnik Maurizio Cattelan u sklopu svoga djela koje je nazvao Stadion.
Razlike između vrsta stolova određuju strategiju i uvelike utječu na način igre igrača. Većina stolova ima jednoga vratara čije je pomicanje ograničeno unutar prostora za vratara. Igralište je dizajnirano tako da, ako lopta zapne u kut terena, vratar je ne može doseći, nego je potrebno da je igrači s druge šipke dodirnu. Ostali stolovi uključuju čak tri vratara. Još jedna bitna razlika je i materijal od kojega je lopta građena. Ako je metalna, brzina je veća i teže hvata vrtnju, a ako je, pak, plastična ili drvena, lakše hvata vrtnju, ali je brzina manja.

## Roboti u stolnom nogometu
Roboti specijalizirani za stolni nogomet su razvijeni u Freiburgu, Njemačka. Tamošnji znanstvenici tvrde da su u stanju pobijediti 85% običnih ljudi. Koriste kameru ispod prozirne metalne osnove čija je svrha u stalnom promatranju lopte. Osim kamere imaju i elektronički sustav koji služi za mogućnost dodavanja lopte imzeđu igrača i pucanja prema golu. Prema istraživanju, najiskusniji igrači su u stanju stjecanja omjera pobjeda i poraza s robotom od 10-1! S druge strane, robot nazvan Foosbot nikada nije izgubio od ljudske osobe, no nikada nije odigrao protiv najiskusnijih i najboljih ljudi.

## Vanjske poveznice
|  | Zajednički poslužitelj ima još gradiva o temi Stolni nogomet |

- Međunarodna federacija stolnog nogometa (engl.)
- Profesionalac Johnny Loft izvodi trikove (engl.)
- Službene web stranice Hrvatskog stolnonogometnog društva (hrv.)